# علي الراعي (لاعب كرة قدم)
علي أبوبكر الراعي مواليد 8 يونيو 2000، هو لاعب كرة قدم سعودي يلعب كلاعب وسط في نادي الشعلة.

## مسيرة اللاعب
بدأ مع نادي الإتحاد في الفئات السنية و أعير إلى نادي جدة ونادي العين و لعب بعدها مع نادي الترجي ونادي وج ونادي الشعلة.

## روابط خارجية
- علي الراعي على موقع قاعدة بيانات كرة القدم.إي يو (الإنجليزية)
- علي الراعي على موقع Soccerway.com (الإنجليزية)
- علي الراعي على موقع كووورة